# Cour d'appel (Belgique)
Pour les autres articles nationaux ou selon les autres juridictions, voir Cour d'appel.

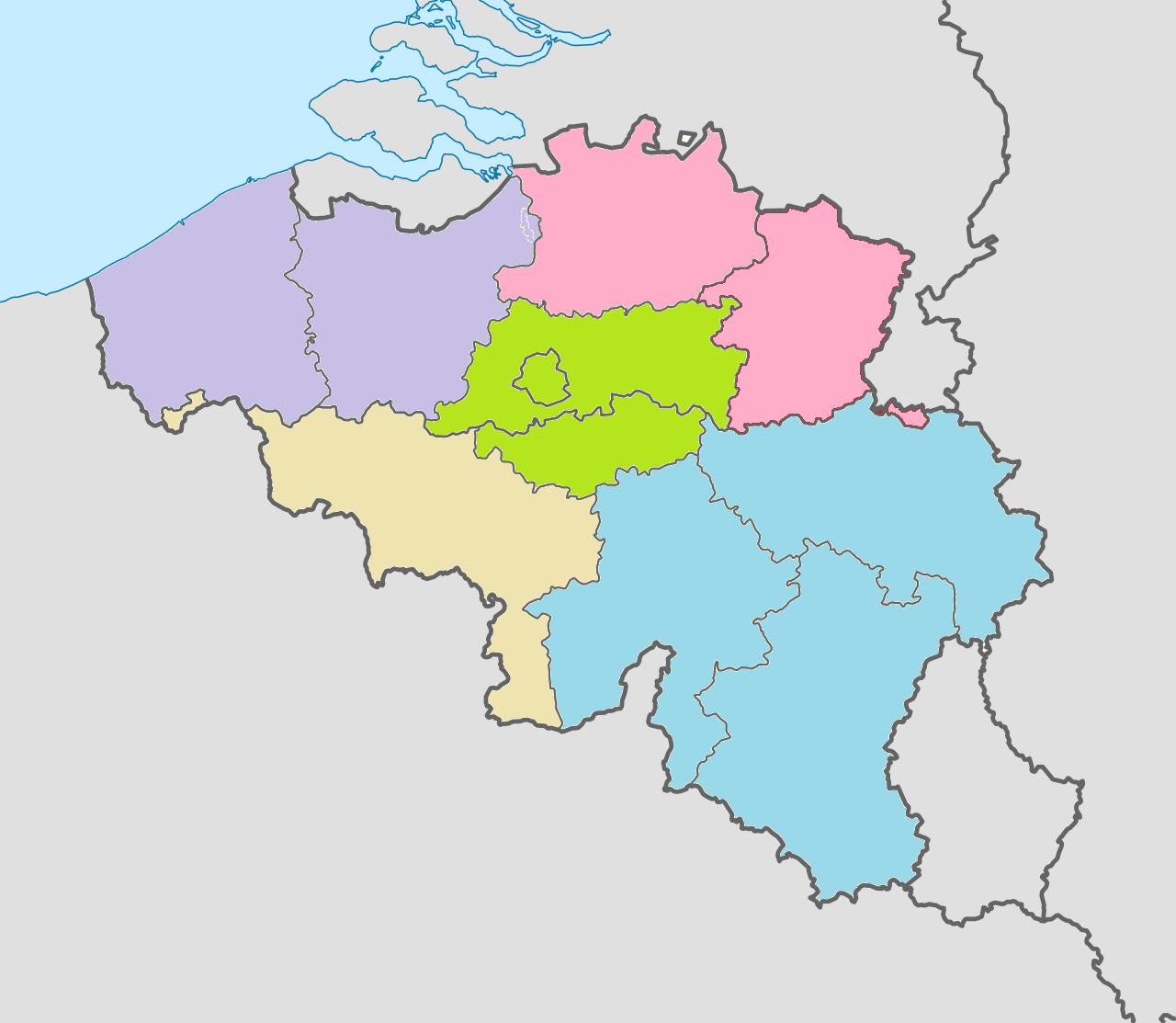
Carte du ressort des cours d'appel de Belgique.

En Belgique, la cour d'appel (en néerlandais : hof van beroep ; en allemand : Appellationshof) traite les appels des décisions rendues en premier ressort par le tribunal de première instance et le tribunal de commerce ou par le président d'un des tribunaux. 
Cette cour dispose également d'un certain nombre de compétences spécifiques : 
- en matière de réhabilitation ;
- pour certaines procédures fiscales ;
- pour certaines décisions relatives aux élections et ;
- en matière pénale dans le cas de privilèges de juridiction (jugement des juges et ministres) ;
- chacune des onze cours d'assises (une par province et une pour la Région bruxelloise : ce ne sont pas des juridictions permanentes) est présidée par un magistrat de la Cour d'appel dans le ressort de laquelle elle siège.

Il y a cinq cours d'appel : 
- Anvers (nl), dont le ressort s'étend sur les provinces d'Anvers et du Limbourg ;
- Bruxelles, dont le ressort s'étend sur les provinces du Brabant flamand, du Brabant wallon et sur la Région de Bruxelles-Capitale ;
- Gand, dont le ressort s'étend sur les provinces de Flandre-Occidentale et de Flandre-Orientale ;
- Liège, dont le ressort s'étend sur les provinces de Liège, de Luxembourg et de Namur ;
- Mons, dont le ressort correspond à la province de Hainaut.